# Thoopterus suhaniahae
Thoopterus suhaniahae  (Maryanto, Yani, Prijono & Wiantoro, 2012) è un pipistrello della famiglia dei Pteropodidi diffuso sull'Isola di Sulawesi e in alcune isole vicine.

## Descrizione

### Dimensioni
Pipistrello di medie dimensioni, con la lunghezza della testa e del corpo tra 86,02 e 101,11 mm, la lunghezza dell'avambraccio tra 73,03 e 78,47  la lunghezza della tibia tra 29,85 e 33 mm e la lunghezza delle orecchie tra 16,62 e 19,50 mm.

### Aspetto
La pelliccia è moderatamente lunga. Il colore del dorso è marrone, con un sotto-pelliccia bruno-grigiastro, la testa, la fronte, l'avambraccio e la groppa sono più scure. Le parti ventrali sono marroni, con dei riflessi grigiastri sul petto e l'addome e più brillanti lungo i fianchi. Il muso è relativamente corto, gli occhi sono grandi. Le orecchie sono corte ed arrotondate. I metacarpi e le falangi sono marrone scuro. La coda è ridotta ad un tubercolo, mentre l'uropatagio è limitato ad una sottile membrana lungo la parte interna degli arti inferiori ed è cosparso di peli. I maschi sono più grandi delle femmine.

## Biologia

### Alimentazione
Si nutre di frutta.

## Distribuzione e habitat
Questa specie è diffusa nella parte centrale e meridionale dell'isola di Sulawesi e sulle vicine isole di Wowoni e Karakelong, nelle Isole Talaud.
Vive nelle foreste tra 60 e 1.930 metri di altitudine.

## Conservazione
Questa specie, essendo stata scoperta solo recentemente, non è stata sottoposta ancora a nessun criterio di conservazione.